# Kassé Mady Diabaté
Kassé Mady Diabaté (ur. w 1949 r. w Kela, koło Kangaby, zm. 24 maja 2018 w Bamako) – malijski pieśniarz, muzyk i griot.
Jego miękki, osobliwy, przejmujący głos z głębokimi niuansami sprawia, że nazywany jest „Złotym głosem Mali”. Uważany jest wraz z Salifem Keitą za jednego z największych artystów Mandinka swojego pokolenia.

## Życiorys
Kassé Mady Diabaté urodził się w małej wiosce Kela, blisko granicy z Gwineą, w sercu dawnego imperium ludu Mandinka. Diabaté to nazwa jednego ze starych klanów griotów przekazujących przez setki lat tradycję ustną oraz do dziś ją pielęgnujących. Jako syn rolnika i gospodyni będąc chłopcem śpiewał podczas pracy na polu. Gdy stał się dorosły, ojciec dał mu pierwszy instrument – ngoni, rodzaj tradycyjnej malijskiej gitary.
Dołączył w charakterze pieśniarza do regionalnej orkiestry Kangaba, a następnie współpracował z lokalnymi zespołami Las Maravillas z Mali, Badema National i Instrumentalna Orkiestra Mali.
W 1989 zaśpiewał swój pierwszy koncert w Europie oraz wydał swój pierwszy solowy album, Fodé. Brał udział w wielu projektach łączących różne gatunki muzyki, szczególnie inspirowane flamenco oraz bluesem *. W ostatnich latach Kassé Mady Diabaté nagrywał z takimi muzykami, jak Cheick Tidiane Seck, Ballaké Sissoko, Vincent Ségal.
W 2015 roku wystąpił na koncercie w Polsce, na Brave Festival we Wrocławiu.
W grudniu 2017 został podniesiony do rangi Grande d’officier de l’Ordre narodu Mali.
Zmarł w maju 2018 w wyniku udaru w klinice Pasteur w Bamako, o czym powiadomił jego brat, Amara Diabaté.